# Колянківський Микола Спиридонович
Мико́ла Спиридо́нович Колянкі́вський  (нар. 19 червня 1912, с. Панівці Борщівський повіт (нині Борщівський район) —28 жовтня 1985, Ніагара-Фоллс) — журналіст, письменник, літературознавець з Галичини; збирач мистецьких творів, фундатора однієї з найбільших у Канаді мистецьких галерей «Ми і світ».

## Життєпис
Дитинство провів у с. Гермаківка. Вчився в гімназіях у Бучачі та Станиславові. Закінчив Богословську академію у Львові в 1936 році. Опісля працював журналістом: був редактором щоденника «Краківські вісті» (1942—1944), тижневика «Час» (1946—1949) у Німеччині.
У 1949 році переїхав до Парижа, де видавав український журнал «Ми і світ» (з 1950). У 1955 році переїхав до Канади, був редактором «Нашої мети» (з 1955). Писав фейлетони, гуморески і сатири під псевдом М. Точило: у Торонто були перевидані його збірки «Бомби на весело» (1947), «Амбасадори», «Товпа» та ін.
Згодом Микола Колянківський із дружиною Ольгою створили українську образотворчу галерею в Торонто — єдиний на той час мистецький заклад в Канаді, а в 1957, переїхавши до міста Ніагара-Фоллс у провінції Онтаріо, відкрив у Канаді першу Картинну галерею «Ми і світ». У 1970 р. збудували на дорозі до знаменитого водоспаду чудовий будинок для однойменного музею, розмістивши в ньому багато творів провідних митців з України, а найголовніше: грандіозну серію картин відомого художника-канадця, українця за походженням, Василя Курилика — і до смерті остався директором того ж музею.
У 1985 р. Микола Колянківський раптово помер: з його смертю припинилося і видавання журналу «Ми і світ» після 36-ти років його випуску. Похований в селі Гермаківка. Дружина Ольга намагалася активно продовжувати їхню спільну справу: організацію виставки творів Василя Курилика в Україні, першої на історичній прабатьківщині канадського митця. Плани були величезні, і важко було подумати, що задумане не здійсниться. У червні 1990 року її не стало.

## Видання
Колянківський Микола. Доброчинні таблетки. — К. : Радянський письменник.1991 р., 64 с., 57 тис. прим., «Бібліотека „Перця“» no 390. Передмова Чепіги Володимира.

## Інтернетні ресурси
- Родом з Глухова[недоступне посилання з липня 2019]